# Simputer

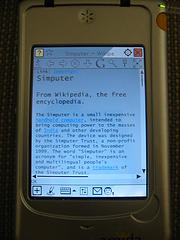
Le Simputer explorant la page qui lui est dédiée sur Wikipédia.

Simputer désigne un assistant numérique conçu en Inde afin de proposer un ordinateur simple, peu onéreux et multilingue aux populations rurales pauvres et souvent peu alphabétisées. Présenté en 2001, il est lancé en 2004 sous l'appellation Amida Simputer.

## Genèse et buts du projet
Le Simputer (mot-valise formé à partir de simple computer) est mis au point par un groupe d'ingénieurs indiens de l'Indian Institute of Science et de Encore Software Ltd, réunis au sein du Simputer Trust, un organisme sans but lucratif fondé en 1999,.
Conçu comme un ordinateur simple, peu onéreux et multilingue, il est destiné avant tout à des communautés, comme les coopératives villageoises. Il a été conçu afin de favoriser l'accès à l'information pour les populations rurales pauvres et souvent peu alphabétisées,. Le pays compte alors deux millions d'ordinateurs pour un milliard d'habitants,.

## Description

### Matériel
D'allure comparable à un assistant personnel Palm Pilot, il dispose d'un écran tactile et est utilisable avec un stylet. Les données personnelles (courriers, comptes, etc) de chacun des utilisateurs sont stockées sur une carte mémoire amovible,. L'appareil est peu gourmand en énergie et peut fonctionner avec trois piles AAA.

### Logiciel
L'ordinateur fonctionne sous Linux et est équipé d'un logiciel lecteur d'écran. Il est capable de traduire le texte des sites web visités dans quatre langues indiennes (hindi, ourdou, kannada et tamoul) et de le retranscrire par synthèse vocale,.

## Commercialisation
Le Simputer est présenté en avril 2001. En 2002, plusieurs modèles doivent être commercialisés par deux sociétés titulaires d'une licence, PicoPeta Simputers et Encore Technologies. Le prix de la version de base est estimé à 9 000 roupies (230 euross) si elle est fabriquée en série. Le recours à une technologie matérielle et logicielle libre évite de devoir payer des droits de propriété intellectuelle,.
La commercialisation de l'appareil prend du retard et il est finalement lancé en 2004 sous l'appellation Amida Simputer. Il est fabriqué par la société d'État Bharat Electronics. Les objectifs de vente pour la première année sont de 50 000 unités,, mais seulement 4 000 ont été vendus en 2005, principalement à des utilisateurs urbains ayant déjà accès à la technologie.
L'appareil n'a pas réussi à trouver son marché et la production a été stoppée en 2006.

## Projets comparables
Au cours des années 2000, des projets similaires sont étudiés notamment au Brésil, où le gouvernement soutient le développement du Computador Popular, surnommé Volkscomputer.

## Caractéristiques techniques
- Processeur Intel StrongARM à 200 MHz
- De 16 à 64 Mo de RAM, selon modèle
- De 16 à 32 Mo de mémoire flash
- Moniteur intégré monochrome de 320×240 pixels, tactile
- Connecteur USB
- Masse: environ 200 grammes